# Eudore Devroye
Eudore Antoine Devroye (ou De Vroye), né le 31 mai 1869 à Marbais, Brabant (Belgique) et décédé le 17 mai 1929 à Bruxelles, était un prêtre jésuite belge, pédagogue et directeur de collège. Il collabora à la 'Résistance nationale' lors de la Première Guerre mondiale. 

## Biographie
Eudore Devroye est le fils de Jules Devroye, brasseur, et de Flore Demolier. Il fait ses études secondaires chez les Jésuites au Collège du Sacré-Cœur de Charleroi. Entré au noviciat des Jésuites, à Arlon, il suit par après le programme traditionnel de formation spirituelle et académique de l'Ordre religieux. A la fin de ses études de théologie à Louvain il est ordonné prêtre le 18 aout 1901 par Mgr Van Reeth, récemment nommé et consacré évêque (missionnaire) de Galle à Ceylan (Sri Lanka). 
Brillant aux études, et particulièrement à l'examen final de théologie, il est d'abord orienté vers l'enseignement de la théologie au scolasticat jésuite de Louvain (où un aïeul 'de Vroey' fut 'Grand-pensionnaire'). Il fait son 'Troisième An' à Linz, en Autriche.
L'enseignement de la 'morale naturelle' (en philosophie) n'est cependant pas sa voie: en aout 1909 le père Devroye est nommé recteur du collège du Sacré-Cœur de Charleroi. Le reste de sa carrière se fera dans l'enseignement, et particulièrement la direction de collèges jésuites. Ce sera, après Charleroi, le nouveau collège de Bruxelles, puis Tournai et Mons. 
Lors de son rectorat du collège Saint-Michel à Bruxelles (de 1912 à 1918) durant la Première Guerre mondiale il y héberge la rédaction clandestine du journal La Libre Belgique et est arrêté plusieurs fois par les Allemands. 
Le père Eudore Devroye est gravement blessé dans l'accident du chemin de fer de Hal (17 avril 1929) et décède des suites de ses blessures le 17 mai 1929, à Etterbeek (Bruxelles).

## Reconnaissance publique
- Une rue d’Etterbeek (Bruxelles), la rue Père Eudore Devroye, étant mitoyenne du Collège Saint-Michel, honore sa mémoire de grand résistant à l’oppresseur allemand.